# Vance Colvig
Vance De Bar Colvig Jr. (San Francisco, 9 marzo 1918 – Los Angeles, 3 marzo 1991) è stato un attore, compositore e doppiatore statunitense. È il figlio di Pinto Colvig.

## Filmografia

### Attore

#### Cinema
- I ragazzi della porta accanto (The Boys Next Door), regia di Penelope Spheeris (1985)
- È antipatico ma lo sposo (My Chauffeur), regia di David Beaird (1986)
- Odd Jobs, regia di Mark Story (1986)
- Barfly - Moscone da bar (Barfly), regia di Barbet Schroeder (1987)
- A servizio ereditiera offresi (Maid to Order), regia di Amy Holden Jones (1987)
- Dudes, diciottenni arrabbiati (Dudes), regia di Penelope Spheeris (1987)
- Assalto al network (Pass the Ammo), regia di David Beaird (1988)
- Mille pezzi di un delirio (Track 29), regia di Nicolas Roeg (1988)
- Accademia mortuaria (Mortuary Academy), regia di Michael Schroeder (1988)
- Paura in Arizona (Arizona Heat), regia di John G. Thomas (1988)
- Big Top Pee-wee - La mia vita picchiatella (Big Top Pee-wee), regia di Randal Kleiser (1988)
- Accademia... di guerra (All's Fair), regia di Rocky Lang (1989)
- UHF - I vidioti (UHF), regia di Jay Levey (1989)

#### Televisione
- Mother Goose Rock 'n' Rhyme, regia di Jeff Stein (1990)
- Boris e Natasha (Boris and Natasha), regia di Charles Martin Smith (1992)

#### Serie TV
- A cuore aperto (St. Elsewhere) - serie TV, episodio 1x3-2x12 (1982-1984)
- Tre per tre (Three's a Crowd) - serie TV, episodio 1x17 (1985)
- Storie incredibili (Amazing Stories) - serie TV, episodio 1x7 (1985)
- Crime Story  - serie TV, episodio 2x16 (1988)
- Giudice di notte (Night Court) - serie TV, episodio 7x13 (1990)

### Doppiatore
- Fred Flintstone and Friends - serie TV (1977)